# Jayapura (stad)
Jayapura (oudere spelwijzen Djajapura en Jaya Pura), vroeger achtereenvolgens Hollandia  (1910-1962), Kota Baru (1962) en Sukarnopura (1963-1968) genoemd, is de hoofdstad van de Indonesische provincie Papoea (die tot de opdeling in november 2022 het grootste deel van West-Nieuw-Guinea besloeg) en tevens een stadsgemeente (kota). De stad is gelegen aan de noordkust, 35 km ten westen van de grens met Papoea-Nieuw-Guinea. Er is een haven met een belangrijke verbinding met Sorong in West-Papoea (onder andere met de Pelni). Jayapura kent hoge groeicijfers. In 2020 huisvestte de stad ruim 398.000 mensen, waarvan 212.000 mannen en 186.000 vrouwen. Jayapura verkeert in een jumelage met de hoofdstad Port Moresby van het aangrenzende Papoea-Nieuw-Guinea. Aan de stad grenst het regentschap (kabupaten) Jayapura. Na de opdeling in 2022 van de Indonesische provincies Papua en Papua Barat in zes nieuwe provincies bleef Jayapura de provinciehoofdplaats van het hierna verkleinde Papua (Papoea).
Een 36 kilometer westelijker ligt aan het Sentanimeer bij de plaats Sentani het drukke vliegveld van Jayapura, luchthaven Sentani.

## Onderdistricten
Jayapura behelst vier onderdistricten (kecamatan):
- Abepura
- Muara Tam
- Noord-Jayapura
- Zuid-Jayapura

## Geschiedenis
Tussen 1910 en 1962 was de stad bekend als Hollandia, en was het de hoofdstad van het district met dezelfde naam. In 1949 maakten de Nederlanders het tot hoofdstad van Nederlands-Nieuw-Guinea. In oktober 1962, toen de stad door Nederland aan de Verenigde Naties was overgedragen, werd de stad herdoopt tot Kota Baru ('nieuwe stad'). Een klein jaar later werd Sukarnopura (naar Soekarno) gebruikt, en de naam werd in 1968 weer veranderd in Jayapura, Sanskriet voor 'stad van de overwinning'. De Papoea-bevolking gebruikt voor de stad de naam Port Numbay, maar deze is niet officieel erkend.
De nederzetting is gesticht in 1910 nadat een detachement van de Nederlandse marine er in 1909 aan land ging. Hollandia werd een Nederlandse bestuurspost, en groeide uit tot een van de grootste nederzettingen in Nederlands-Nieuw-Guinea. Tussen 1952 en 1963 was Hollandia de hoofdplaats van het koloniale gebied Nederlands-Nieuw-Guinea, dat onder Nederlands bestuur bleef na de onafhankelijkheid van Indonesië in 1949. In 1962 werd het bestuur van Nederlands-Nieuw-Guinea overgedragen aan de Verenigde Naties onder de naam UNTEA. Hollandia kreeg toen de dubbele naam Hollandia/Kota Baru.
Toen in 1963 het bestuur over het gebied werd overgedragen aan Indonesië, verdween de naam Hollandia. In mei 1963 werd de plaats officieel Kota Baru (Nieuwe Stad) genoemd. President Soekarno noemde de stad echter spoedig naar zichzelf; Kota Baru werd Sukarnopura. In 1967 kreeg de plaats opnieuw een andere naam. President Soekarno was inmiddels afgezet en Soeharto had in Indonesië zijn plaats ingenomen. Sukarnopura werd omgedoopt tot Jayapura (Glorieuze stad), de naam die de stad tegenwoordig draagt. Jayapura is anno 2020 uitgegroeid tot een middelgrote stad met bijna 400.000 inwoners, en is het de hoofdplaats van de Indonesische provincie Papoea.

## De ontdekking van de Humboldtbaai
De Humboldtbaai (nu Yos Sudarso Bay), de baai waaraan Hollandia is opgericht, werd voor het eerst bezocht in 1827 door de expeditie van de Fransman Jules Dumont d'Urville, met zijn schip de Astrolabe. Hij noemde de baai naar de Duitse ontdekkingsreiziger Alexander von Humboldt, die het gebied echter nooit heeft bezocht.
In 1858 werd de resident van Banda, H.D.A.van der Goes, belast met een natuurwetenschappelijke expeditie die naar het gouvernementsschip Etna bekend is geworden als de Etna-expeditie. Hij bezocht de Humboldtbaai en vond de plaats beter geschikt voor het oprichten van een bestuurspost dan Dorey (Manokwari) in de Vogelkop, waar tot dan toe de meeste pogingen tot vestiging in Nederlands-Nieuw-Guinea plaats hadden gevonden.

## De stichting van Hollandia
Op 28 september 1909 ging een detachement van de Nederlandse marine onder leiding van kapitein Sachse aan wal in de Humboldtbaai bij de monding van het riviertje Numbay met als opdracht de systematische verkenning van Noord Nieuw Guinea en het voorbereiden van het aanwijzen van een natuurlijke grens tussen Nederlands en Duits gebied. Ze richtten een tentenkamp op langs het riviertje in een met sagopalmen begroeid moerassig gebied tussen een kloof. Het kamp werd Kloofkamp genoemd. De naam Kloofkamp zou in de jaren daarna gebruikt worden voor het gebied en is nu nog steeds de naam van een oude wijk in Jayapura. Voor de oprichting van het kamp werden veertig kokospalmen omgehakt. De schade werd vergoed aan de eigenaren van de kokospalmen voor een bedrag van een rijksdaalder per palm.
Op 7 maart 1910 werd de Nederlandse vlag gehesen. De bestuurspost kreeg de naam Hollandia, als tegenhanger van Germania-Huk (Germaniahoek), een Duits bivak, dat nu onbewoond is en aan de Indonesische zijde van de grens ligt. De huidige grens, die op de 141e lengtegraad ligt, werd in 1910 getrokken tussen het Nederlandse deel en het Duitse Keizer Wilhelmsland, dat tegenwoordig het noordelijke deel van Papoea-Nieuw-Guinea vormt. In 1892 was deze 141e lengtegraad al als grens vastgesteld met de Britten in het zuiden van het eiland.
Tussen 1912 en 1928 groeide Hollandia doordat het een spilfunctie had gekregen in de deels illegale handel in vogelveren, met name veren van paradijsvogels. In 1928 werd de jacht op paradijsvogels in Nederlands-Nieuw-Guinea verboden met uitzondering van Hollandia. In 1931 werd echter ook in Hollandia die jacht verboden. Na het verbod op de paradijsvogeljacht stopte de groei van het plaatsje. In 1940 woonden er 300 mensen en waren er vier Chinese winkels. Op korte afstand in het binnenland woonden aan noordoostzijde van het Sentanimeer nog enkele kolonisten in Hollandia-binnen (tegenwoordig Abepura).

## Hollandia in de Tweede Wereldoorlog
In de Tweede Wereldoorlog kreeg Hollandia een belangrijke rol. Op 19 april 1942 werd het plaatsje door het Japanse leger bezet en alle Europeanen werden afgevoerd naar Ambon en geïnterneerd. De Japanners maakten van Hollandia een belangrijk steunpunt en gebruikten de plaats voor de opslag van grote voorraden voedsel, kleding en medicijnen. Ze stationeerden er twee regimenten infanterie en een regiment mariniers en legden bij het Sentanimeer drie vliegvelden aan (zie luchthaven Sentani).
De Amerikanen waren inmiddels begonnen de Japanners uit Nieuw-Guinea te verjagen en hadden delen van het oosten van Nieuw-Guinea veroverd. Omdat de Japanners een Amerikaanse aanval op de kustplaats Wewak verwachtten, hadden ze een deel van het leger naar die plaats overgeplaatst. De Amerikanen onder bevel van generaal Douglas MacArthur besloten echter de opmars tegen de Japanners te versnellen en voerden op 22 april 1944 een verrassingsaanval op Hollandia uit. Luitenant-generaal Robert Eichelberger had op die dag de leiding over de landingsoperatie onder de codenaam "Reckless". De troepensterkte bestond uit 37.500 man infanterie en 18.000 man overig personeel. Door bombardementen werden 245 Japanse vliegtuigen op de grond vernietigd. De Japanners waren door de landing volledig verrast en vluchtten massaal het oerwoud in. De strijd kostte 152 Amerikanen en 3300 Japanners het leven.
MacArthur wilde van Hollandia een centrum maken van waaruit de strijd tegen de Japanners in de Stille Oceaan kon worden gecoördineerd. De plaats was geschikt omdat de Humboldtbaai diep genoeg was om grote oorlogsschepen toe te laten. Het plaatsje Hollandia bood echter geen enkele voorziening en de Amerikanen moesten in zeer korte tijd een groot vliegveld, een haven, een wegennet van honderden kilometers en een groot aantal gebouwen uit de grond stampen. De plaats, die vervolgens omgedoopt werd tot "Base G" als opvolger van Finschhafen ("Base F"), moest onderdak bieden aan meer dan 100.000 Amerikaanse soldaten. Generaal MacArthur verhuisde met de staf van het Amerikaanse Zesde Leger naar Hollandia, en ging wonen in een villa op de helling van het Cycloopgebergte met uitzicht op het Sentanimeer. Hij vertrok in januari 1945 naar de Filipijnen. De Amerikanen zouden in Hollandia blijven tot in januari 1946, waarna het gezag over Hollandia weer werd overgedragen aan de Nederlanders.

## Nederlands-Nieuw-Guinea
Nieuw Guinea viel onder het Gouvernement van de Molukken. Dit was onderdeel van de Staat Oost Indonesië, de Negara Indonesia Timur. Nieuw Guinea maakte echter geen deel uit van deze Negara Indonesia Timur, die in 1946 een grote mate van autonomie had gekregen. Op 27 december 1949 vond de soevereiniteitsoverdracht van Nederland aan Indonesië plaats. Nederlands-Nieuw-Guinea bleef buiten de overdracht. In 1950 werd Hollandia de hoofdstad van Nederlands-Nieuw-Guinea en de zetel van de Gouverneur.
De Indonesische president Soekarno erkende het Nederlandse bestuur over Nederlands Nieuw Guinea niet. Nieuw Guinea was volgens hem, met de proclamatie door hem en Mohammed Hatta op 17 augustus 1945 automatisch deel geworden van de Republiek Indonesië. Hij begon een confrontatiepolitiek met Nederland. Hij bewapende zich met Russische wapens en stuurde infiltranten naar Nieuw Guinea. Op 1 oktober 1962 droeg Nederland, onder sterke Amerikaanse druk, het bestuur over Nieuw Guinea over aan een tijdelijk VN bestuur, UNTEA. Deze droeg het op 1 mei 1963 over aan Indonesië. Indonesië hernoemde Hollandia Kota Baru (Nieuwe Stad). Bij een bezoek van Sukarno in 1963 werd het Sukarnopura gedoopt en in 1968, na de val van Sukarno, Jayapura. Papoea's noemen de stad ook wel Numbai of Port Numbay, naar de rivier waarlangs de nederzetting is gebouwd. Jayapura kent hoge groeicijfers: in 2014 waren er ruim 275.000 inwoners.

### Nederlandse bisschoppen van Hollandia / Jayapura
- O. Cremers (1949-1954, prefect)
- R. Staverman (1956-1972)
- H.F.M. Münninghoff (1972-1997)